# 阿道夫·杜珀利
阿道夫·杜珀利（Adolphe Duperly，1801年—1865年）是一位定居在牙买加京斯敦的法国雕刻师、平版印刷艺术家、版画家，曾用银版摄影法制图，后来又从事摄影业。
杜珀利生于法国巴黎，1830年代时，他身在牙买加，创作了一幅描绘1831年浸礼会起义场面的平版印刷版画；还创作过有關1838年京斯敦庆贺废除奴隶制度时的场面的平版印刷版画。他也在1830年代编纂了加勒比非裔人图画编年史。1840年代，他在牙买加出版了一系列用银版摄影法制成的照片。
他后来创办了摄影公司“阿道夫·杜珀利与其子”（Adolphe Duperly and Sons），该公司后来成了牙买加全国最成功的摄影企业。阿道夫死后，其子阿尔蒙（Armond）以及孙子提奥菲（Théophile）继续运营公司。1907年，公司原址因火灾而被毁。自1909年起，公司的工作室位于京斯敦国王街（King Street）85号。

## 杜珀利和海地
1823年，杜珀利移居海地，他在海地国立高中（Lycée Toussaint Louverture）教書。